# Joaquín Mateu
Joaquín Mateu (ook: Joaquim Mateu) (Barcelona, 14 januari 1921 – Barcelona, 20 januari 2015) was een Spaans entomoloog, archeoloog en speleoloog. 
Mateu werd geboren in Barcelona, Spanje in 1921. Hij had al op vroege leeftijd belangstelling voor insecten en op zijn 18e ontmoette hij 
de entomoloog Francesc Español met wie hij bevriend raakte. Ze deelden de passie voor kevers (coleoptera) en maakten, samen met andere entomologen, diverse reizen naar Noord-Afrika en de Sahara dat toen deels nog entomologisch onontgonnen gebied was. Bovendien was Mateu speleoloog en kon dus grotten en de daar aanwezige keverfauna onderzoeken. Vooral in de groep van de Zwartlijven (Tenebrionidae), maar ook de bostriquidae, cleridae, pselafidae en prachtkevers (buprestidae), beschreef hij vele nieuwe soorten, Mateu heeft meer dan 400 taxa op zijn naam staan. Er zijn meer dan 30 organismen, voornamelijk kevers, naar hem vernoemd. Bijvoorbeeld Crepidogaster mateui en Eucamptognathus mateui.

## Enkele werken
- 1953 – Una nueva estación de arte rupestre en el Hoggar (Sáhara francés)
- 1954 – Cerambícidos del Sáhara español
- 1963 – Monographie des Microlestes Schmidt-Goebel d'Afrique (Coleoptera Carabidae Lebiinae)
- 1964 – Coleópteros carábidos de las islas de Cabo Verde

- Biblioteca Nacional de España: XX1536101
- International Standard Name Identifier: 0000 0000 5984 417X
- Nederlandse Thesaurus van Auteursnamen: 185986528
- Réseau des bibliothèques de Suisse occidentale: 02-A003571642
- Système universitaire de documentation: 131621157
- Virtual International Authority File: 87259367
- WorldCat: E39PBJjmVBPyhDc8wGKqFtGfv3